# Lauv
Ari Staprans Leff (sinh 8 tháng 8 năm 1994), có nghệ danh là Lauv, là một ca sĩ, nhạc sĩ sáng tác bài hát và nhà sản xuất âm nhạc người Mỹ sống tại Los Angeles. EP đầu tay của anh Lost in the Light được phát hành vào năm 2015, và album phiên bản đầy đủ đầu tiên của anh I Met You When I Was 18 (The Playlist) được phát hành vào năm 2018. Các tác phẩm nổi tiếng nhất của anh là "I Like Me Better", "The Other", "A Different Way" cộng tác với DJ Snake, "There's No Way" cộng tác với Julia Michaels, và "I'm So Tired..." cộng tác với Troye Sivan, "Who", "Make it right" cộng tác với BTS . Anh cũng viết nhạc cho các nghệ sĩ khác như đĩa đơn "Boys" của Charli XCX, "No Promises" của Cheat Codes và Demi Lovato và ''Imperfections'' của Céline Dion.
Album phòng thu đầu tiên của Lauv ~how i'm feeling~ được phát hành vào ngày 6 tháng 3 năm 2020. EP thứ 2 của anh, without you, được ra mắt vào ngày 24 tháng 6 năm 2020.

## Tiểu sử
Lauv sinh vào ngày 8 tháng 8 năm 1994 tại thành phố San Francisco, California. Anh trải qua phần đầu tuổi thơ của mình ở ngoại ô thành phố Atlanta, Georgia trước khi cùng gia đình chuyển tới ngoại ô thành phố Philadelphia, Pennsylvania. Anh theo học tại trường Radnor Highschool Khi còn là một đứa trẻ, anh đã có hứng thú với âm nhạc và tham gia các lớp học piano và violin trước khi học cách chơi guitar vào năm 11 tuổi. Lauv bắt đầu viết nhạc khi đang ở trung học tầm 14 tuổi. Rất nhiều bài hát của anh trong giai đoạn này tập trung vào chủ đề chia tay và tan vỡ mặc dù anh chưa từng trải qua mối tình nào trước đây. Trong quãng thời gian học trung học, anh đã tham gia vào một vài ban nhạc khác nhau và nghiên cứu về nhạc jazz trước khi chuyển sang nhạc điện tử. Anh trở nên "hoàn toàn bị chìm đắm" bởi việc viết nhạc và trình diễn đến mức anh không có hứng thú dành thời gian cho các thú vui khác. Lauv từng kể rằng chị của anh sẽ chở anh và các bạn đi tour khi mà họ thường biểu diễn không người xem. Âm nhạc ban đầu của Lauv ảnh hưởng bởi âm nhạc của Owl City và Never Shout Never. Lauv đã học theo phong cách sáng tác của Owl City và cả nghệ danh "Somersault Sunday" sau đó anh đã đăng một số ca khúc của mình bằng tài khoản Myspace trên.
Sau khi tốt nghiệp chương trình phổ thông, Lauv quyết định theo đuổi sự nghiệp âm nhạc nhưng chỉ với vai trò nhạc sĩ. Anh quyết định theo học ngành Công nghệ âm nhạc(Music Technology) tại Trường Steinhardt thuộc Đại học New York. Khi còn học đại học, anh đã được đi du học tại Praha và là 1 thành viên của Hội anh em Zeta Psi. Lauv đã dành 2 trong 4 năm tại NYU làm thực tập sinh ở phòng thu âm Jungle City Studios, nơi mà các nghệ sĩ nổi tiếng như Jay-Z, Justin Timberlake hay Alicia Keys từng thu âm. Trong năm thứ ba ở đại học, anh đã được kí 1 hợp đồng thu âm nhờ sự nổi tiếng của ca khúc "The Other" dù vậy anh vẫn quyết định hoàn thành nốt chương trình đại học và "tận hưởng" năm học còn lại vì anh cảm thấy mình "đã may mắn khi được học ở đó".

## Sự nghiệp âm nhạc
Trước 2014: Leff thành lập ban nhạc đầu tiên của mình Somersault Sunday và ra mắt single đầu tiên của anh "Say Hello to The Ground".

### 2014–2016: Khởi đầu vàLost in the Light
Lauv tập trung vào việc viết và sản xuất các ca khúc cho các ca sĩ khác khi còn học đại học khiến cho anh xa dần phong cách viết nhạc của bản thân. Trong năm thứ 2 tại đại học, Leff đã tình cờ được xem 1 bài phỏng vấn Paul Simon. Tại đó, Paul Simon đã mô tả cách viết nhạc của ông ấy giống như 1 quá trình để làm lộ ra những cảm xúc bị chôn sâu trong ông. Bài phỏng vấn đã giúp cho Leff lấy lại được phong cách viết nhạc cũ. Về sau, Leff đã lấy Lauv làm nghệ danh cho mình như 1 sự tôn trọng dành cho những di sản của mẹ mình. Lauv có nghĩa là sư tử "lauva" trong Tiếng Latvia. Tên của anh, Ari, có nghĩa là "sư tử" trong Tiếng Hebrew và cung hoàng đạo của Lauv là cung Sư tử.
Sau khi trải qua 1 cuộc chia tay vào mùa thu năm 2014, Lauv đã cùng với Michael Matosic viết ca khúc "The Other". Mặc dù, Lauv đang tập trung vào việc viết các ca khúc tiềm năng cho các ca sĩ khác nhưng anh đã cảm thấy sẽ thích hợp hơn nếu "The Other" là ca khúc của anh. Đây cũng là ca khúc đầu tiên được phát hành dưới tên Lauv. Qua "The Other", anh khám phá ra chất nhạc stripped-down electronic pop của anh. Ca khúc này là sự dung hòa của 2 dòng nhạc R&B và Indie pop thêm chút sự ảnh hưởng của jazz guitar. Ca khúc đã đạt được sự chú ý khi anh đăng tải nó lên SoundCloud vào năm 2015. Ca khúc đã được lan truyền nhanh chóng và đạt được thành tích nằm trong BXH Global Top 100 trên Spotify.
Sau khi tốt nghiệp từ NYU, Lauv đã kí hợp đồng với công ty xuất bản Prescription Songs.
Vào ngày 25 tháng 9 năm 2015, Lauv đã ra mắt EP đầu tay của anh, Lost in the Light, bao gồm ca khúc "The Other". Trong năm 2016, ngoài sự kiện ra mắt single "Question" được góp giọng bởi Travis Mills, Lauv vẫn tiếp tục công việc sáng tác và sản xuất nhạc cho các ca sĩ khác của minh. Trong đó, đáng chú ý có ca khúc "No Promises" mà anh đã cùng với Cheat Codes và Demi Lovato hợp tác sáng tác và sản xuất. Ca sĩ khúc đã đạt đến thứ hạng 7 trên BXH Mainstream Top 40 của Billboard. Trong một bài phỏng vấn với iHeartRadio, Lauv đã chia sẻ về việc anh đã là bạn với Trevor Dahl trong ban nhạc Cheat Codes "từ khi còn sử dụng MySpace''.

### 2017–2018:I Met You When I Was 18 (Playlist)và tour diễn cùng Ed Sheeran
Vào ngày 19 tháng 5 năm 2017, Lauv ra mắt single "I Like Me Better", ca khúc này được lấy cảm hứng từ mối tình của Lauv khi mới chuyển đến Thành phố New York. Ca khúc đã chạm đến vị trí thứ 27 trên BXH Billboard Hot 100 và đạt được chứng nhận bạch kim tại 7 quốc gia (bao gồm Mỹ) và chứng nhận vàng tại ba quốc gia.
Trong năm 2017, Lauv đã thông báo về tour diễn Late Nights, Deep Talks của anh. Tour diễn bắt đầu vào ngày 23 tháng 5 tại thành phố Los Angeles và kết thúc vào ngày 7 tháng 6 tại Thành phố New York, đi qua tổng cộng 8 thành phố dọc nước Mỹ. Ngoài ra, Lauv còn biểu diễn tại lễ hội Summerfest diễn ra vào ngày 9 tháng 7 tại TP.Milwaukee, Wisconsin.
Vào ngày 4 tháng 9 năm 2017, 1 thông báo được đưa ra cho biết rằng Lauv sẽ trở thành nghệ sĩ mở màn trong tour diễn ÷ (Divide Tour) khu vực châu Á của Ed Sheeran. Một vài show diễn của Ed Sheeran bị hoãn hoặc hủy bởi 1 chấn thương mà ca sĩ này gặp phải do 1 tai nạn xe đạp nhưng Lauv vẫn tiếp tục lưu diễn với một số tour diễn quảng bá tại các thành phố như Manila. Lauv cùng với Ed Sheeran chính thức bắt đầu ÷ (Divide Tour) tại Singapore vào ngày 11 tháng 11 năm 2018.
World tour đầu tiên của Lauv, I Met You When I Was 18, được diễn ra trong nửa đầu của năm 2018. Tour diễn được bắt đầu vào ngày 18 tháng 1 tại Seattle, New York (tiểu bang) và kết thúc vào ngày 29 tháng 4 tại Oslo, Na Uy. 2 nghệ sĩ Jeremy Zucker và Ashe cùng đồng hành với Lauv trong đa số các tour diễn tại Bắc Mỹ với vai trò nghệ sĩ mở màn. Xuyên suốt tour diễn, Lauv luôn mang theo 1 chiếc hộp mang tên "My Blue Thoughts". Theo đó, Lauv luôn động viên các fan của mình viết bất kì thứ gì mà họ muốn rồi bỏ vào chiếc hộp đó. Sau đó, Lauv sẽ đăng các suy nghĩ đó lên blog của anh mybluethoughts.world. Vào ngày 30 tháng 8 năm 2018, Lauv ra mắt single "Superhero", 1 ca khúc được lấy cảm hứng từ 1 trong những suy nghĩ được bỏ vào chiếc hộp. Ngoài ra, Lauv còn biểu diễn tại Lễ hội Lollapalooza tại Chicago vào ngày 3 tháng 8 năm 2018.
Trong tháng 5 năm 2018, Lauv phát hành I Met You When I Was 18 (The Playlist), 1 album bao gồm 17 bài hát mới hoặc đã được phát hành trước đó, bao gồm 2 single ''I Like Me Better'' và "The Other". Album này là thành quả cho quá trình lao động của Lauv trong vài năm. Album này còn được mô tả như một "playlist'' mà Lauv đã cập nhật dần dần cho tới hoàn thành vào tháng 5 năm 2018. Album như là một bản note ghi lại khoảng thời gian Lauv lần đầu chuyển tới New York và cũng là lần đầu tiên anh yêu một ai đó. Tính đến tháng 8 năm 2018, album đã được stream hơn 1 tỷ lần trên Spotify.
Vào ngày 9 tháng 6 năm 2018, Lauv đã leo lên vị trí đứng đầu BXH Emerging Artists (Nghệ sĩ mới nổi) của Billboard. Tính đến ngày 13 tháng 10 năm 2018, Lauv đã đứng đầu BXH được tổng cộng 14 lần.
Lauv cho ra mắt single "There's No Way", với sự hợp tác của Julia Michaels, vào ngày 27 tháng 9 năm 2018.

### 2019–Nay:How I'm Feelingvàwithoutyou
Lauv cho ra mắt single "I'm So Tired..." cùng với Troye Sivan vào ngày 24 tháng 1 năm 2019. Họ gặp nhau lần đầu tiên vào 1 buổi tập duyệt và Lauv đã cho Sivan nghe thử đoạn điệp khúc của ca khúc "I'm So Tired...", 1 ca khúc mà anh đã viết vài ngày trước đó. Sivan đã thích nó và họ đã sản xuất và thu âm phần còn lại của bản nhạc cùng nhau. Họ đã cùng nhau biểu diễn bài hát trên Jimmy Kimmel Live vào ngày 7 tháng 2 năm 2019.
Vào tháng 11 năm 2018, Lauv đã công bố tour diễn của mình bắt đầu vào năm tới tại châu Á, đi qua các nước Ấn Độ, Singapore, Thái Lan, Philippines, Hồng Kông, Indonesia và Nhật Bản. Tour diễn bắt đầu vào ngày 13 tháng 5 năm 2019, tại Mumbai, Ấn Độ và kết thúc vào ngày 30 tháng 5 tại Tokyo.
Vào ngày 25 tháng 4 năm 2019, Lauv đã phát hành đĩa đơn và MV cho ca khúc "Drugs & the Internet". Lauv đã chia sẻ rằng đây là ca khúc mà anh đã viết khi đang vật lộn với cảm giác trống rỗng và suy sụp. Đây cũng là single thứ hai trong album phòng thu đầu tay của anh, ~how i'm feeling~. Trong cùng tháng, Lauv cũng ra thông báo về việc anh sẽ hé lộ từng ca khúc trong album của mình trong các show diễn khi mà các ca khúc trong album được ghi âm trùng thời điểm với tour diễn. Trong năm tiếp theo, anh đã phát hành một số bản nhạc như "Sad Forever", "Feelings", và "Mean It", ca khúc là sự hợp tác của anh với ban nhạc pop indie LANY. Vào tháng 8, anh đã phát hành ca khúc "Fuck, I'm Lonely", hợp tác với ca sĩ người Anh Anne-Marie. Ca khúc là nhạc phim cho mùa thứ ba của series 13 Reason Why. Ca khúc cũng được bao gồm trong album đầu tay của anh. Album sẽ được quảng bá thông qua tour diễn How I Feeling, bắt đầu tại Washington, DC vào ngày 5 tháng 10 năm 2019 và sẽ kết thúc tại Perth, Úc vào ngày 26 tháng 11 năm 2020. Tour diễn sẽ đi qua Hoa Kỳ, Châu Âu, New Zealand và Úc. Những khách mời đặc biệt cho chuyến lưu diễn bao gồm bülow, Chelsea Cutler và Carlie Hanson. Anh sẽ được hỗ trợ trong các show ở châu Á bởi ca sĩ người Mỹ mxmtoon.
Lauv đã có debut K-pop thông qua bài hát "Make It Right", ca khúc là sự hợp tác của BTS với anh. Lauv cũng đã thực hiện một bài hát khác với BTS mang tên "Who".
Lauv xuất hiện lần đầu tại Bollywood thông qua sự hợp tác với nhà soạn nhạc Rochak Kohli cho bài hát "Dil Na Jaaneya".
Vào ngày 6 tháng 3 năm 2020, Lauv đã phát hành album đầu tay ~how i'm feeling~. Trong tất cả các bài hát trong album, "Who" là ca khúc có thứ hạng cao nhất trên BXH iTunes.
Single "Love Like That" được ra mắt bản audio vào ngày 7 tháng 5 năm 2020. Trước đó vào ngày 5 tháng 5, Lauv đã có thông báo về việc ra mắt single này bao gồm việc single này cũng nằm trong album ~how i'm feeling~. Vào ngày 11 tháng 6 năm 2020, Lauv đã có 1 buổi phỏng vấn độc quyền cho Billboard Việt Nam. Trong buổi phóng vấn, anh đã tiết lộ về việc ca khúc Miss Me(bản Demo) sẽ có mặt trong 1 dự án lớn hơn. Ngày 24 tháng 6 năm 2020, Lauv ra mắt EP thứ hai của anh, Without You, bao gồm 4 ca khúc Dishes, Mine (You Can't Find Love In Mollywood), Miss Me (Demo) và Love Somebody. Trong đó, ca khúc Dishes được chọn làm single cho EP này.

## Đời sống cá nhân
Leff hẹn hò với ca sĩ Julia Michaels trong vài tháng vào năm 2018, trước khi họ chia tay vào cuối năm.
Mẹ và ông bà ngoại của anh là người Latvia và Leff thường xuyên đến Latvia để thăm người thân và dành quãng thời gian hè của anh trong ngôi nhà của ông ngoại ở thành phố biển Jūrmala. Bố của anh là 1 người Do Thái mang 2 dòng máu Nga và Ba Lan. Leff hiện không trong mối quan hệ nào vì anh đang muốn tập trung vào sự nghiệp âm nhạc. anh thích xem phim trong thời gian rảnh rỗi, đặc biệt là những bộ phim bi thảm. Leff đã chia sẻ rằng bộ phim ''Nửa đêm ở Paris" là 1 trong số những bộ phim yêu thích của anh. Những sở thích khác của anh bao gồm khám phá ẩm thực Mexico và tìm kiếm âm nhạc mới.

## Tour diễn
Headlining
- Late Nights, Deep Talks Tour (2017)
  - Mỹ (8 show diễn, 23 tháng 5 – 7 tháng 6)
- I Met You When I Was 18. World Tour (2018)
  - Mỹ, Canada, Nhật Bản, Úc, New Zealand, Anh, Pháp, Hà Lan, Bỉ, Đức, Đan Mạch, Thụy Điển, Na Uy (36 show diễn, 18 tháng 1 – 29 tháng 4)
  - Khách mời: Ashe, Jeremy Zucker
- Fall Tour (2018)
  - Đức, Anh, Pháp, Mỹ (17 show diễn, 15 tháng 9 – 8 tháng 11)
  - Khách mời: Charlotte Lawrence
- Asia Tour (2019)
  - Ấn Độ, Singapore, Thái Lan, Philippines, Hồng Kông, Indonesia, Nhật Bản (10 show diễn, 13 – 30 tháng 5)
  - Khách mời: bülow
    - Ghi chú: Show diễn tại Jakarta, Indonesia bị hủy vì vấn đề chính trị.
- ~how i'm feeling~ Tour (2019)
  - Mỹ, Bỉ, Đức, Hà Lan, Pháp, Anh, New Zealand, Australia (21 show diễn, 5 tháng 10 – 26 tháng 11)
  - Khách mời: Chelsea Cutler & Carlie Hanson
- Summer Tour of Asia (2020)
  - Ấn Độ, trung quốc, Đài Loan, Indonesia (6 show diễn, 16 - 27 tháng 6)
  - Khách mời: mxmtoon

Nghệ sĩ khách mời
- Last to Leave Tour – Louis the Child (2017)
  - Hỗ trợ 5 show diễn tại Mỹ, 12–21 tháng 10
- Divide Tour – Ed Sheeran (2017-18)
  - Hỗ trợ 6 show diễn tại Singapore, Malaysia, Thái Lan, Ấn Độ và UAE, 11–23 tháng 11 năm 2017; và 5 show diễn tại Mỹ cùng với Snow Patrol, 27 tháng 10– 9 tháng 11 năm 2018
- Tell Me You Love Me Tour — Demi Lovato (2018)
  - Dự kiến hỗ trợ 1 show diễn tại Mỹ (26 tháng 7) nhưng show bị hủy.

Festivals
- Lollapalooza Argentina
  - San Isidro, Argentina (27/03/2020)
- Lollapalooza Brazil
  - São Paulo, Brazil (03/04/2020)

## Giải thưởng và đề cử
| Năm  | Giải thưởng                  | Hạng mục                                               | Tác phẩm                            | Kết quả   | TK            |
| ---- | ---------------------------- | ------------------------------------------------------ | ----------------------------------- | --------- | ------------- |
| 2018 | Teen Choice Awards           | Choice Breakout Artist                                 | Bản thân                            | Đề cử     | [ 43 ]        |
| 2018 | Radio Disney Music Awards    | Nghệ sĩ mới xuất sắc nhất                              | Bản thân                            | Đề cử     | [ 44 ]        |
| 2018 | Radio Disney Music Awards    | Best Crush Song                                        | "I Like Me Better"                  | Đề cử     | [ 44 ]        |
| 2018 | iHeartRadio Titanium Award   | 1 Billion Total Audience Spins on iHeartRadio Stations | "I Like Me Better"                  | Đoạt giải | [ 45 ]        |
| 2019 | iHeartRadio Music Awards     | Nghệ sĩ nhạc Pop mới xuất sắc nhất                     | Himself                             | Đề cử     | [ 46 ]        |
| 2019 | MTV Video Music Awards       | Push Artist of the Year                                | Himself                             | Đề cử     | [ 47 ]        |
| 2019 | MTV Europe Music Awards      | Best Push                                              | Himself                             | Đề cử     | [ 48 ]        |
| 2019 | Melon Music Awards           | Best Pop Award                                         | I'm So Tired ... (with Troye Sivan) | Đề cử     | [ 49 ]        |
| 2020 | Joox Thailand Music Awards   | Nhạc sĩ quốc tế của Năm                                | Himself                             | Đề cử     | [ 50 ]        |
| 2020 | AIM Independent Music Awards | Best Independent Track In Association With Facebook    | "Modern Loneliness"                 | Đề cử     | [ 51 ]        |
| 2020 | Global Awards                | Rising Star                                            | Bản thân                            | Đề cử     | [ 52 ]        |
| 2021 | Gold Derby Music Awards      | Nghệ sĩ mới xuất sắc nhất                              | Bản thân                            | Đề cử     | [ 53 ] [ 54 ] |
| 2021 | AIM Independent Music Awards | Nghệ sĩ độc lập mới xuất sắc nhất                      | Bản thân                            | Đoạt giải | [ 55 ]        |